# Inverness Thistle FC
Inverness Thistle FC était un club de football écossais basé à Inverness, fondé en 1884. Ils jouaient alors dans la Highland Football League, avant de fusionner avec le Caledonian F.C. (en) pour donner naissance au Inverness Caledonian Thistle FC.
Jouant à un niveau amateur, ils remportèrent cinq fois le championnat de Highland Football League, notamment lors de la saison inaugural en 1893-1894. Ils portaient une tenue à bandes rouges et noires et jouaient à domicile au Kingsmills Park.
Le club demanda son intégration à la Scottish Football League et donc au monde professionnel du football écossais en 1973 quand la ligue écossaise cherchait un remplaçant au club mis en faillite de Third Lanark. Mais celui-ci fut éliminé au deuxième tour de vote (qui en comptait trois) par Ferranti Thistle par un seul bulletin d'écart.
Toutefois, vingt ans plus tard, deux places étaient de nouveau disponibles au sein de la Scottish Football League à la faveur d'une augmentation du nombre de clubs participant aux championnats professionnels, et Inverness Thistle FC concourut une nouvelle fois pour leur intégration au sein de la ligue. Pour se donner de meilleures chances d'y arriver, ils fusionnèrent avec un autre club amateur d'Inverness. Cette fusion ne fut pas acceptée par tous les supporteurs des deux clubs et certains essayèrent même de l'empêcher. Toutefois, la nouvelle entité, Inverness Caledonian Thistle FC, fut créée et obtint l'une des deux places, avec Ross County.
Le dernier match officiel de l'Inverness Thistle FC fut joué le samedi 14 mai 1994, contre Lossiemouth, après 110 ans d'existence.

## Anciens joueurs
- : Peter McWilliam

## Palmarès
- 4 fois vainqueur de la Scottish Qualifying Cup

## Liens
Inverness Caledonian Thistle FC